# 克雷桑日
克雷桑日（法語：Cressanges，法語發音：[kʁesɑ̃ʒ]）是法国阿列省的一个市镇，位于该省中部，属于穆兰区。

## 地理
克雷桑日（46°26'45"N, 3°9'39"E）面积41.76 平方千米，位于法国奥弗涅-罗讷-阿尔卑斯大区阿列省，该省份为法国中部省份，北起涅夫勒省、西北接谢尔省，西南至克勒兹省，南至多姆山省，东南临卢瓦尔省，东临索恩-卢瓦尔省。
与克雷桑日接壤的市镇（或旧市镇、城区）包括：贝松、布雷奈、沙蒂永、阿列省努瓦扬、苏维尼、特勒邦、特龙热。
克雷桑日的时区为UTC+01:00、UTC+02:00（夏令时）。

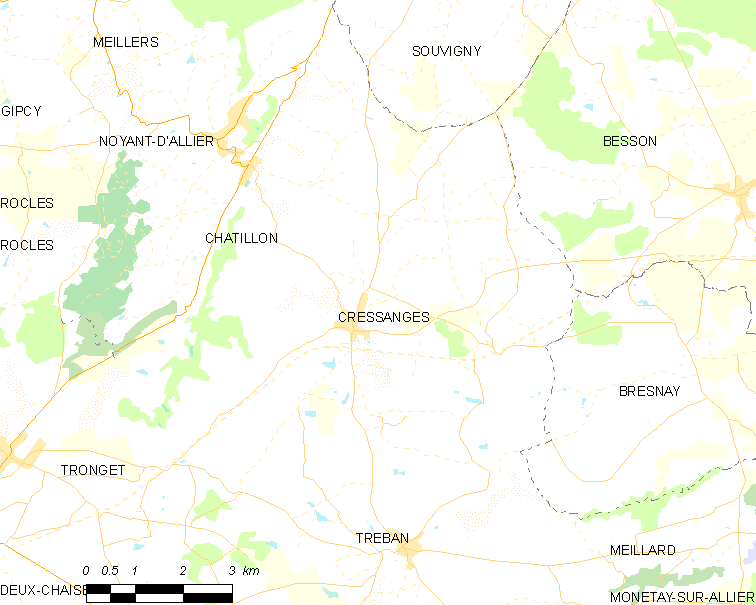
克雷桑日的OSM定位图

## 行政
克雷桑日的邮政编码为03240，INSEE市镇编码为03092。

## 政治
克雷桑日所属的省级选区为苏维尼县。

## 交通
法国国道N79线经过境内并设有出入口。

## 人口

1962-2008年间克雷桑日人口变化图示

克雷桑日于2022年1月1日时的人口数量为637人。